# Мерцедес-Бенц O 305
Mercedes-Benz O305 е градски автобус със задно разположен двигател. Неговото производство започва в Германия през 1967 г. и се преустановява през 1987 година. Този автобус е разработен да замени Mercedes-Benz O317. Новият модел получава индекс O305. Освен едноетажни автобуси от тази марка могат да се намерят и двуетажни в Сингапур, Хонконг и Северна Африка.

## Разпространение

### Хонконг
За Mercedes-Benz това е първата сделка франчайз направени извън Обединеното кралство и Британската общност на нациите. Произвеждат се около 41 автобуса през 1983 година и през 1985 г. Всички те са били бракувани през 2001 и 2002 година съответно, с изключение на трите автобуса, които са били спасени от ентусиасти от Хонконг.

### Сингапур
През 1982 г. Сингапур е придобил 200 двуетажни автобуси Mercedes-Benz O305, които са много сходни с O305 от Хонг Конг. Те са с двигател MB 407h от 11 412 куб.см. скоростна кутия с модулна W3D 080 с капацитет – 109 души, от които първият е в експлоатация през 1984 г. В началото на 2000 г. са всички са бракувани.

### Австралия
Сидни придобива над 1300 автобуса с каросерии от различни производители през 1977 и 1987 година. 30 от тях са съчленени модели O305G. Пърт е първият австралийски град, пуснал Mercedes-Benz O305. Първият превозвач, използвал този модел, е Metropolitan Transport Trust (MTT) през 1975 г. Между 1975 и 1986 г. са придобити над 400 автобуса. Канбера също закупува Mercedes-Benz O305. През 1984 г. са доставени около 85 автобуса. Повечето от тях са изведени от експлоатация през 1995 и 1999 г. Едната част от тях работят в частни компании в Сидни, а другата е разпръсната из цялата страна. 12 са били преместени в Нова Зеландия, за да работят в Окланд и Уелингтън. През 1984 г. в допълнение към партидата съчленени MAN SG192, закупени през 70-те години, са закупени и 5 Mercedes-Benz O305G. Те са идентични с 85-е Mercedes-Benz O305, закупени по-рано. Няколко от тях са възстановени през 1997 и 1998 г., а останалите са продадени на различни частни транспортни компании в цяла Австралия.